# Portela (Monção)
Portela is een plaats (freguesia) in de Portugese gemeente Monção en telt 213 inwoners (2001).

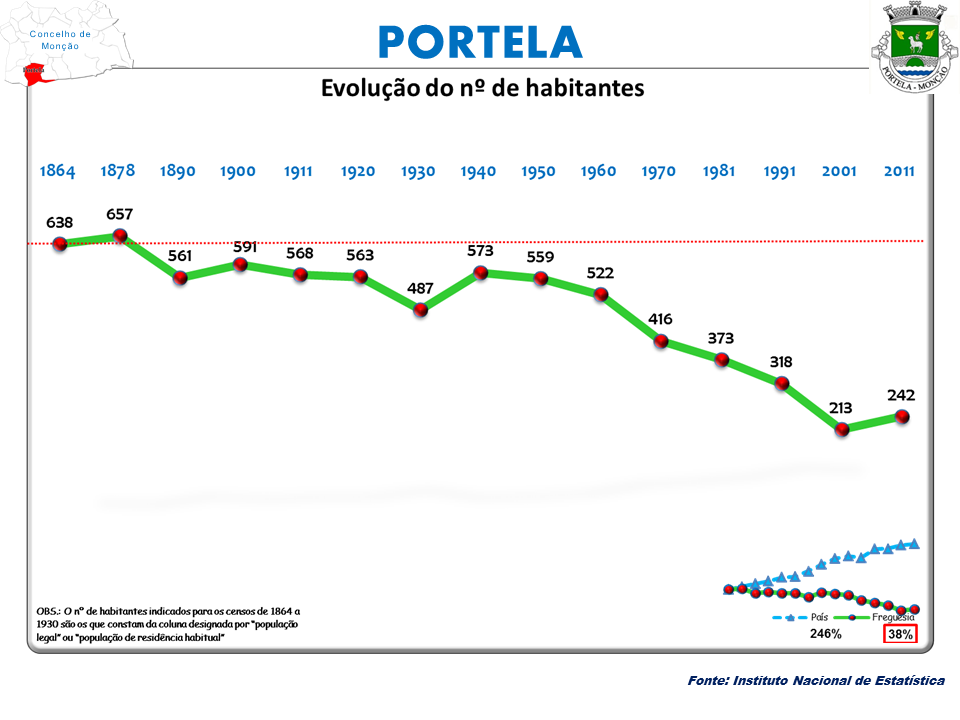
Bevolkingsontwikkeling tussen 1864 en 2011